# Мистецтво Швеції

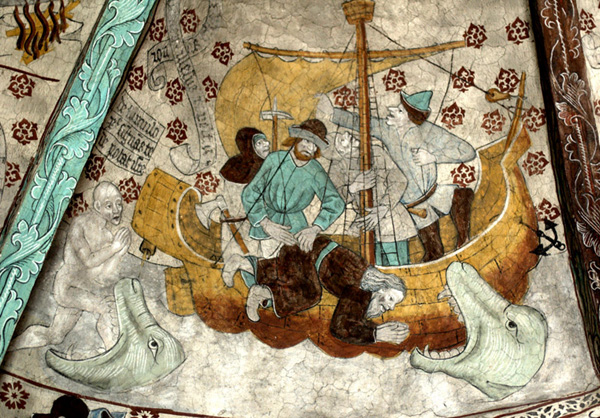
Картина Альбертуса Піктора з церкви Хоркеберга (біля 1480 р.)

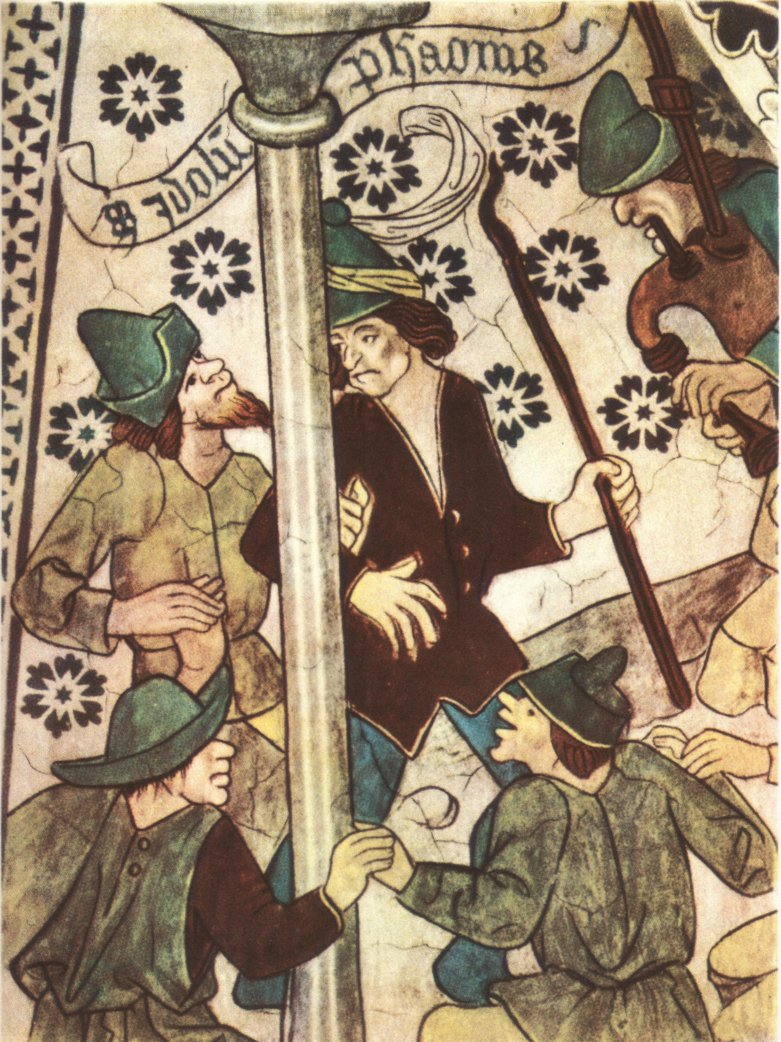
Альбертус Піктор — селянський танок (коло 1480 р.)

Мистецтво Швеції — серед відомих шведських художників є Юган Тобіас Сергель, Карл Міллєс, Андерс Цорн, Карл Ларссон і Карл Елдь. Останнім часом мистецтво Швеції було під впливом інших культур і включає в себе сучасні картини та скульптури. Термін «шведське мистецтво» належить до історії живопису та образотворчого мистецтва в Швеції або до шведських художників. Шведське мистецтво завжди було під впливом всього світу, це вплив з різних географічних регіонів, з різних віків. Шведське мистецтво за своєю суттю є частиною «шведської культури» та культурної традиції західного європейського світу. Вплив на шведське мистецтво в основному прийшов з континентальної Європи, особливо Західної Європи: інших Північних країн, як наприклад Франція, Німеччина та Італія. Після Другої світової війни, вплив Сполучених Штатів істотно зміцнився завдяки щедрим субсидіям на мистецтво. Сучасне шведське мистецтво має великий вплив на душу народу.

## Історія

### Первісне мистецтво

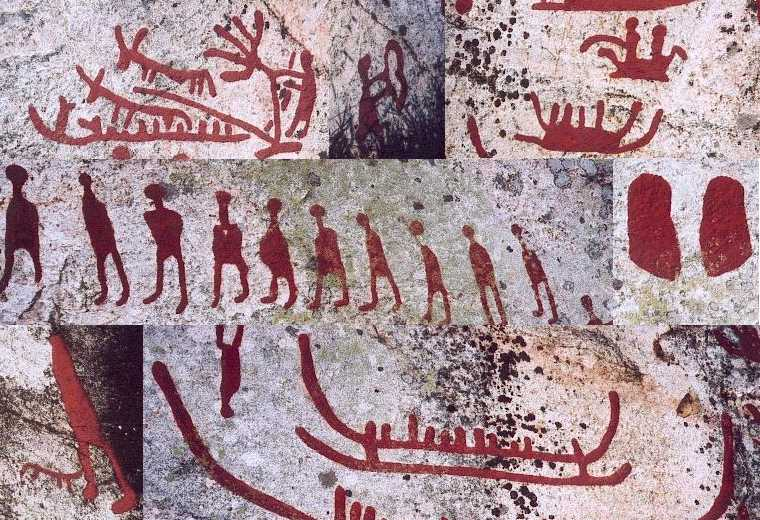
Наскельні малюнки в Халєсті (1800–550 рр. до нашої ери)

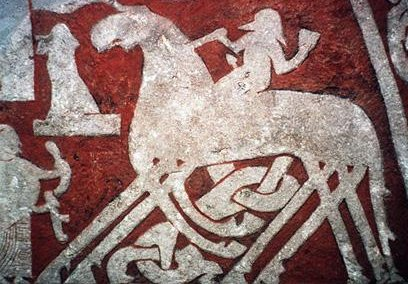
Скандинавський бог Одін на коні «Слейпнір» у Вальгаллі на кам'яному зображенні

Коли льодовиковий період закінчився, то Скандинавський півострів був заселений з півдня мисливцями і збирачами. Мистецтво виживання цього періоду виражене у кам'яному столітті і є простим, відображає наявний матеріал. Тільки по-справжньому стійкі форми мистецтва пережили руйнівну дію часу: петрогліфи. Найбільш ранні наскельні малюнки у вигляді символів, знаків і зображення, вирізані на виході зі скель виходів і на валунах. Вони почали вироблятися близько 7000 років до нашої доби. Швеція є одною з країн, де є найбільша концентрація петрогліфів з місцевим центром у Богуслені.
За часів бронзової доби, спіральний орнамент був важливим елементом стилю, який існував у Данії. Починаючи приблизно з 400 року нашої доби, відбувся розвиток зображень північних орнаментів і тварин, надзвичайно багатого образного стилю, який досяг свого піку в період з 7-го століття н.д. так званий «Вендель-стиль». Тваринний орнамент пережив новий розквіт у каменях з рунами. Камені з рунами — деякі з яких дуже показові, і тому називаються «образ-блоки», що були створені між 200 р. і 1130 р. н.д. Розквіт цих рунічних написів припав на період 980–1100 рр.. Як вид мистецтва, кам'яні руни є специфічними для північних культур. Швеція лідирує з найбільшою кількістю рун-каменів в загальній складності маючи 2800 подібних пам'яток з такими написами. Приблизно 85% всіх виявлених рун-блоків були в Швеції. Ці камені спочатку були пофарбовані, поєднували текст з орнаментом і стилізованими символами. Вони можуть бути розділені на сім різних стилів. Деякі з перших відомих іміджмейкерів в Швеції були, по суті, різьбярі рунічного письма.

### Середньовічне і готичне мистецтво

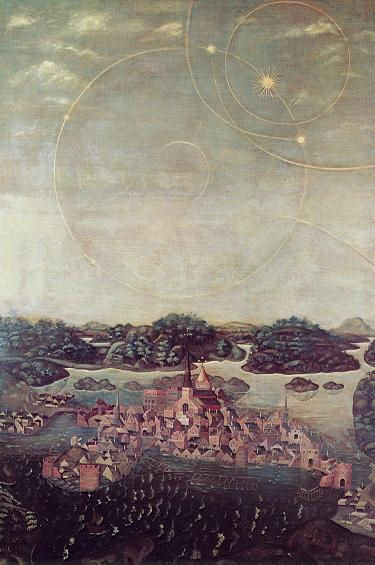
Урбан Ларссон — копія 1630-х рр. з картини 1535 р. (вид Стокгольму)

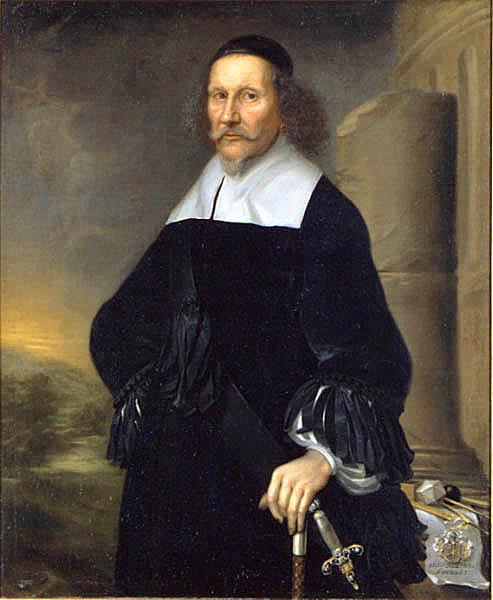
Давид Клекер-Еренштраль намалював цей портрет Георга Стірнгельма (1663 р.).

З появою християнства прийшла іконографія, спочатку — це встановлені образи в церкві. Зокрема, у вигляді картин у вівтарі, розп'яття, і фігури у камені (католицькі святі, міфічні сцени тощо). Творчість показана в романському мистецтві виробами з тканини і золотими прикрасами. З XIII століття Готланд був центром цих скульпторів. Готичний стиль прийшов до Швеції в другій половині XIII століття. Лінчепінгський собор споруджувався в англійському готичному стилі і містить багато прикрас скульптурами. У ряді робіт цього періоду показаний французький вплив, наприклад у Готланді статуя Св. Еріка в церкві Рослагс-Бро. Є також готичний монументальний живопис на дереві у Швеції.
Візуальні розповіді набрали обертів в церквах в центральній Швеції в кінці XV століття таких майстрів, як Нільс Хаканссон і Майстер Петрус. Хакансон учень художника Альберта Піктора повинен був стати набагато більш відомим за його релігійні картини в Уппланді. Мотиви в цей період були часто релігійного чи міфічного характеру. Художник Альберт зобразивши шахи у церкві натхнув цим твором мистецтва створення фільму Інгмара Бергмана «Сьома печатка» майже 600 років по тому.
Навіть скульптури Санкт-Горан і дракон у церкві Стокгольму були додані художником Альбертом. Він дещо запозичив від німецького художника і скульптора Бернта Нотке з пізнього середньовіччя, одного з найбільш важливого північно-європейського художника. Нотке періодично жив у Швеції, був дуже продуктивним і мав великий вплив на експресіонізм.

### Ренесанс і бароко

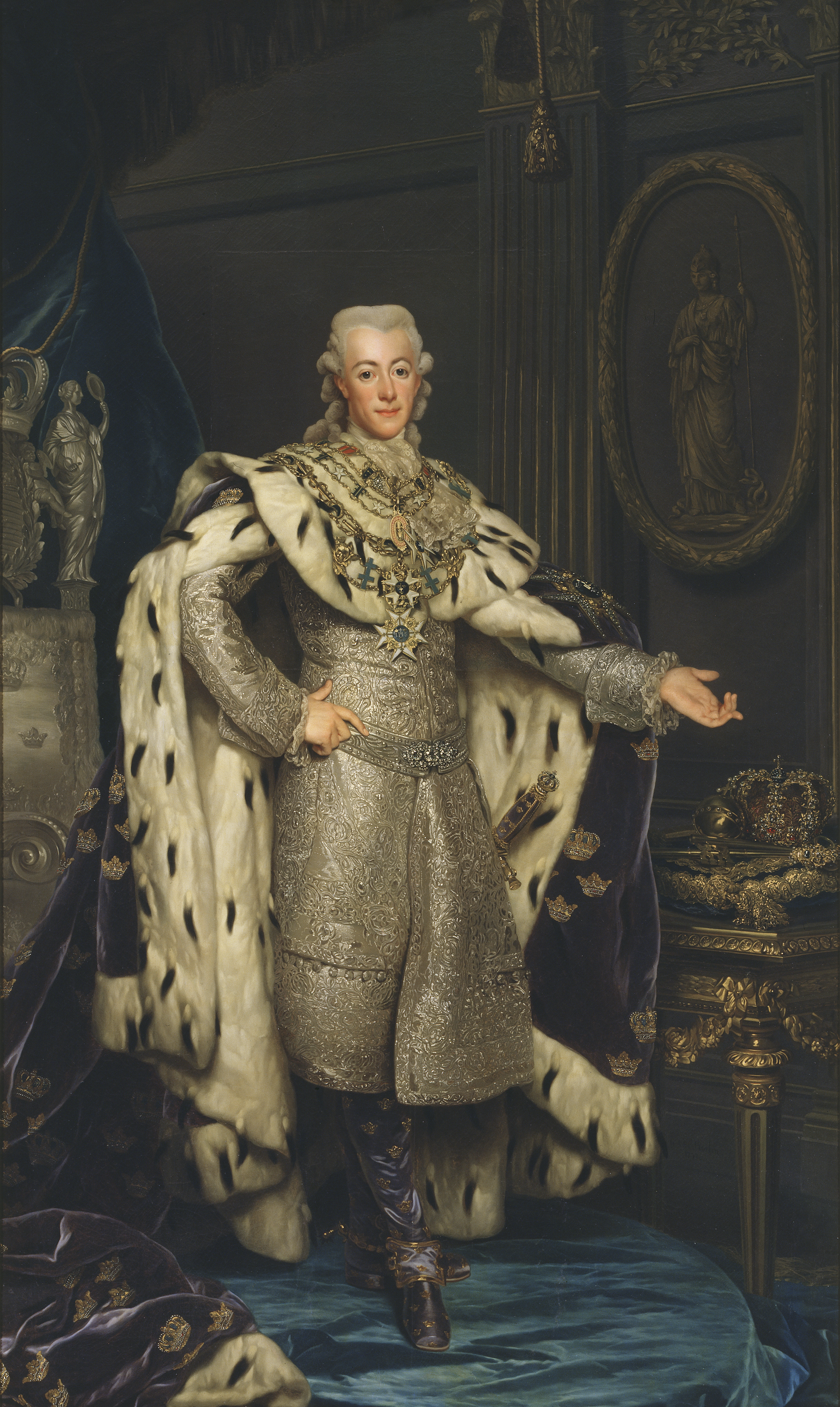
Олександр Рослін — портрет Густава III (1777 р.)

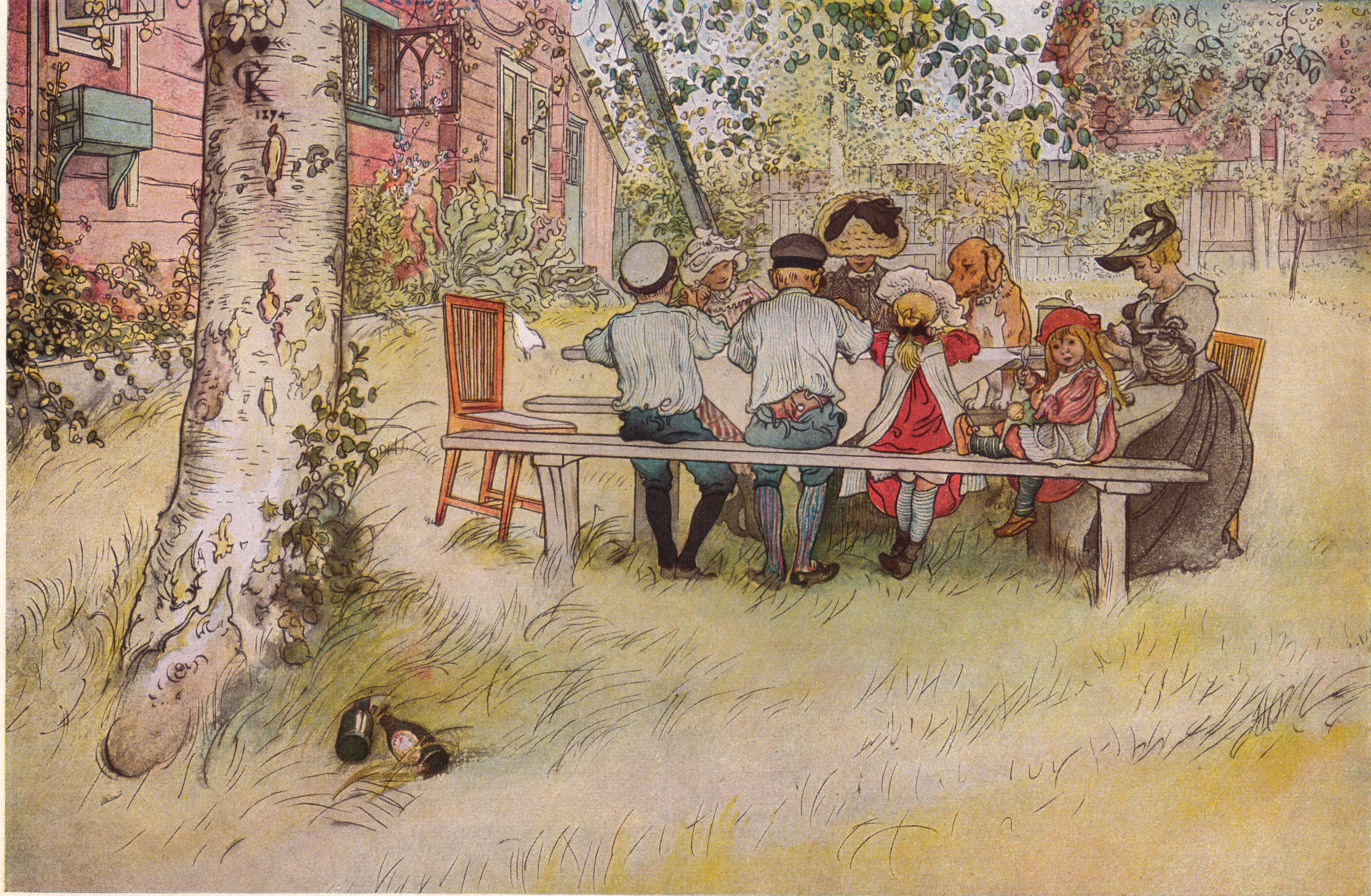
Карл Ларссон — Сніданок під великою березою (1896 р.)

У період короля Густава Вази мистецтво складалася в основному з портретів князів, які були написані іноземними художниками, які активні працювали в Швеції. Урбан Ларссон і його робота «Vädersoltavla» від 1535 р. із зображенням Великої церквою у м. Стокгольм, була винятком. Він є одним з небагатьох відомих шведських художників у період короля Густава Вази і епохи Відродження .
Протягом XVII-XVIII століть — був часом розквіту шведської архітектури. Побудована велика кількість замків, особняків і церков такі, як Королівський палац. Означало це, що художники викликалися з-за кордону. Але іноземні художники і готували нове покоління шведських художників. Більш значні колекції творів мистецтва були придбані. Один відомий художник був придворним художником Давида Клекер-Еренштраля. Еренштраль також був портретистом і анімалістом, і працював у палаці Дроттнінгхольм, разом з Юханом Сильвіусом. Ерік Дальберг був архітектором, котрий зобразив Шведську імперію у книзі «Suecia Antiqua et Hodierna» (Швеція давня і сучасна). Іншими художниками тоді були — Девід фон Крафт, Майкл Даль.

### Рококо і Ґуставський стиль

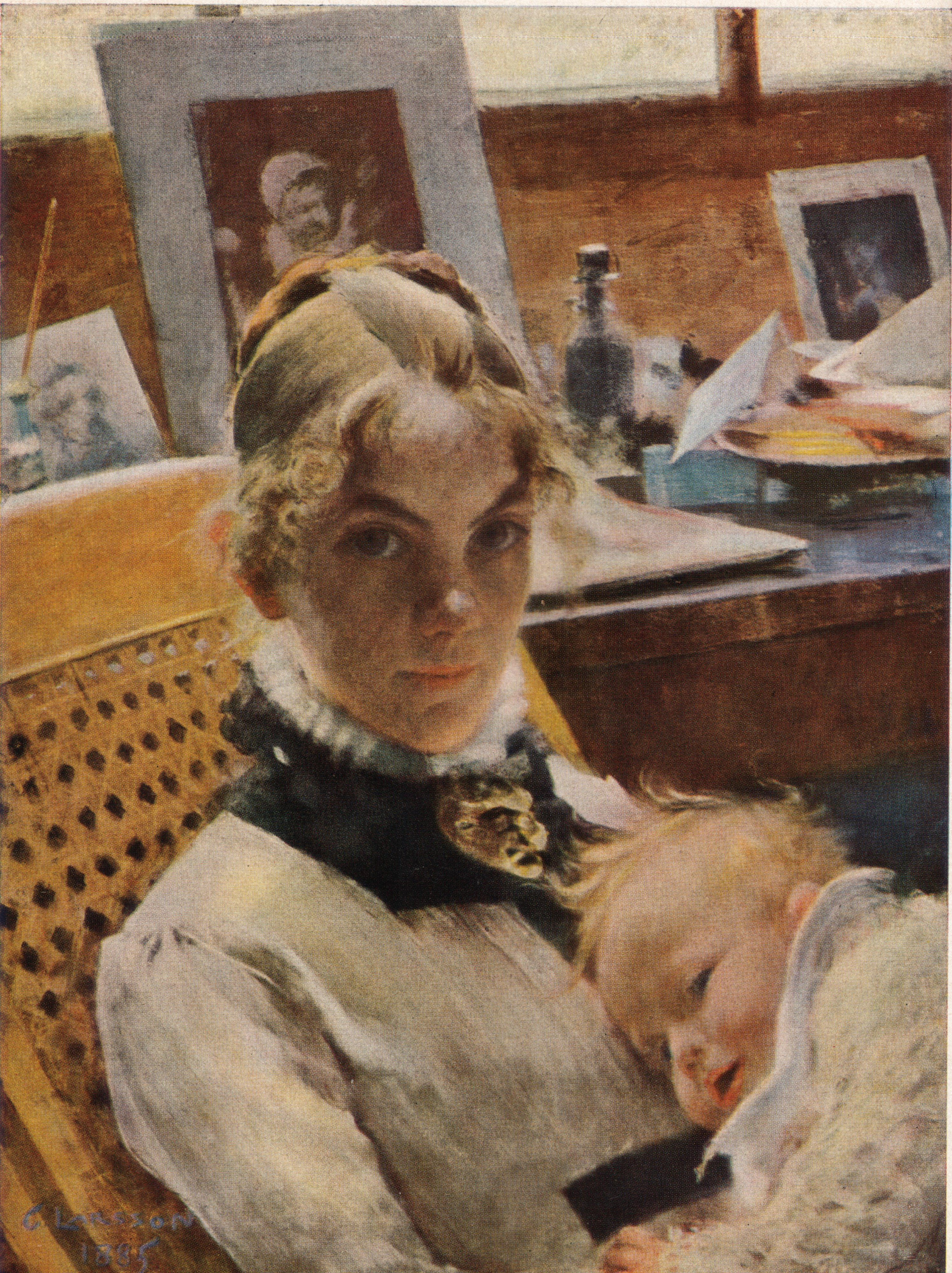
Карл Ларссон — зображення дружина художника і його доньки Сюзанни (1885 р.)

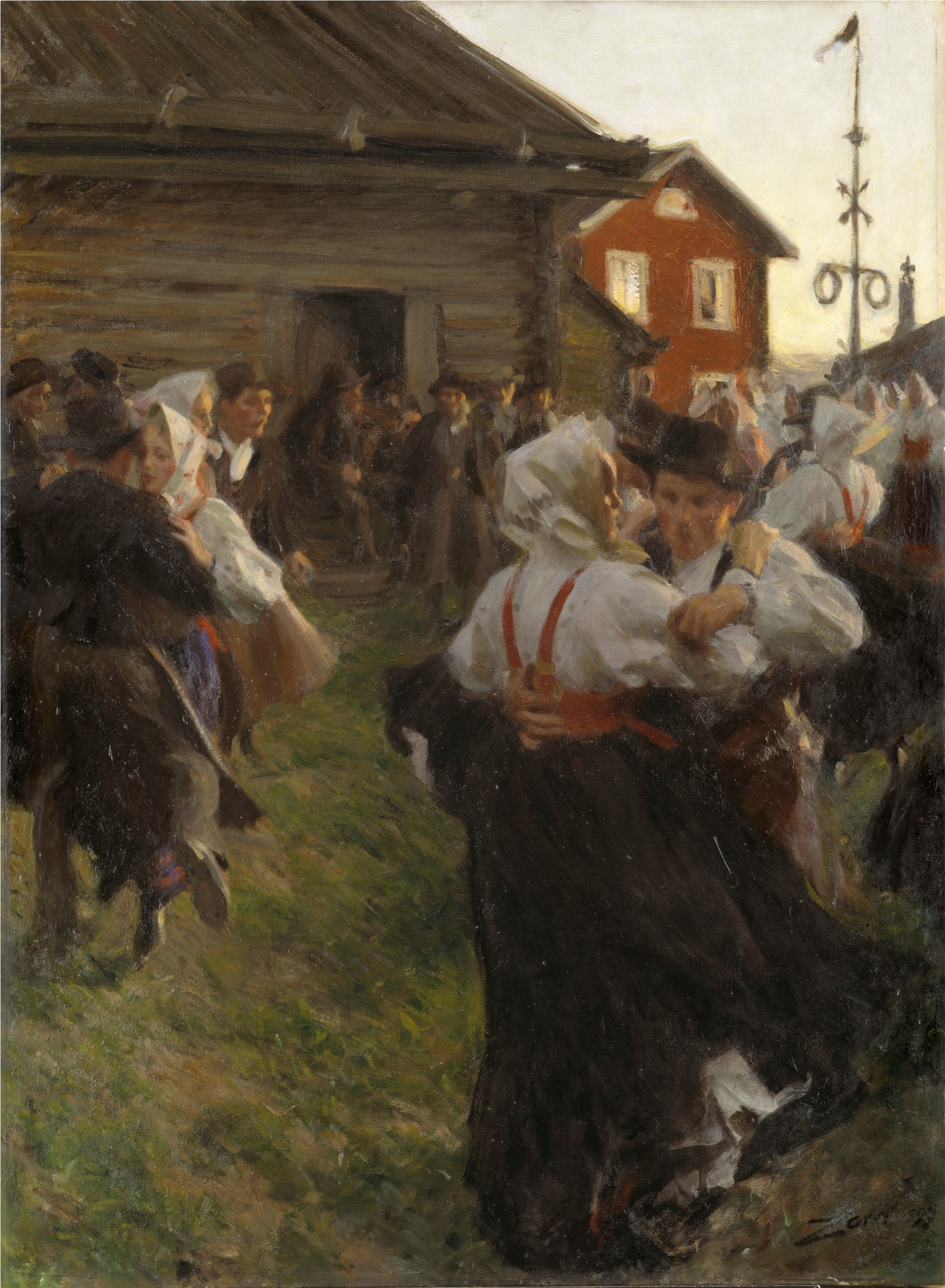
Андерс Цорн — танок «Мідсуммер» (1897 р.)

Епоха Свободи і Густавіанський період (від імені короля Густава III) були великим культурним бумом у Швеції. У цей час, рококо було первісним стилем. Що сформувало майбутнє картин всесвітньо відомих шведських живописців. Це період, коли багато шведських художників переїхали до континентальної Європи. Яскравим представником шведського рококо став Густав Лундберг. Його техніка малювання була давно домінуючою в шведському мистецтві писати портрети, і він представлений у Луврі, в Національному музеї і Академії мистецтв Швеції. Французький художник Гійом Томас Тараваль був покликаний прикрасити Королівський палац Швеції. Разом з Карлом Хорлеманом він виступав за новий стиль. Ведучий художник даного стилю був Жан Ерік Рен, який був учнем Хорлемана, майстра в архітекторі і художника.
Олександр Рослін черпав натхнення в мистецтві Франції, намалював багато дуже чутливих портретів з найкращих особистостей епохи. Деякі з портретів Росліна є одними з найбільш відтворюючими даний період історії. Велике значення також має Карл Густав Піло, який став придворним художником у Данії. Піло був натхненний венеційськими художниками і голландцем Рембрандтом Гарменсзоном ван Рейном. Однак, Піло повернувся Швецію, а потім малював для коронації в Стокгольмському Собору і зробив портрет Густава III.
Інші відомі імена були Юхан Паш, Пер Крафт Старший, Петро Адольф Хелл, і найголовніше Юхан Тобіас Сергель. Протягом довгого часу, починаючи приблизно з 1770 р., рококо змінило Швецію Ґуставського періоду. Шведський неокласицизм почався близько 1785 року. Густавський період характеризується французьким та англійськими впливом.
Після смерті Густава III, був період застою в шведському мистецтві. З іншого боку, селянський живопис процвітав — у Даларні і Гельсінгланді. Селянський живопис став основним натхненням для художника XVIII століття Карла Ларссона. Готика і класицизм важними стилями мистецтва протягом декількох десятиліть для шведських художників, в тому числі і для скульптора Бенгта Фогельберга. Фогельберг був натхненний данським скульптором Бертелем Торвальдсеном, творцем статуй історичних діячів.

### Стиль Карла Юхана

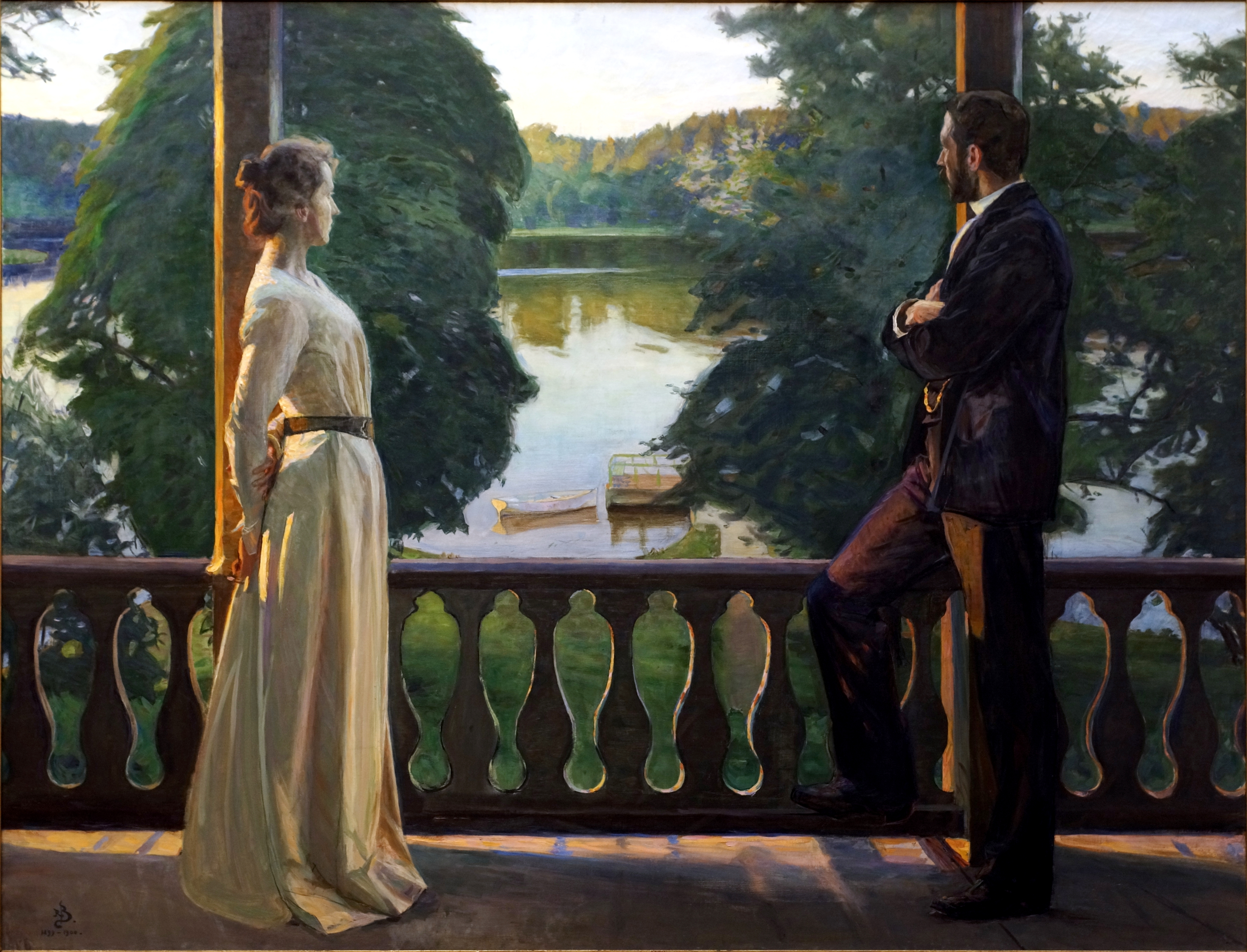
Ріхард Берг — північний вечір літом (1900 р.)

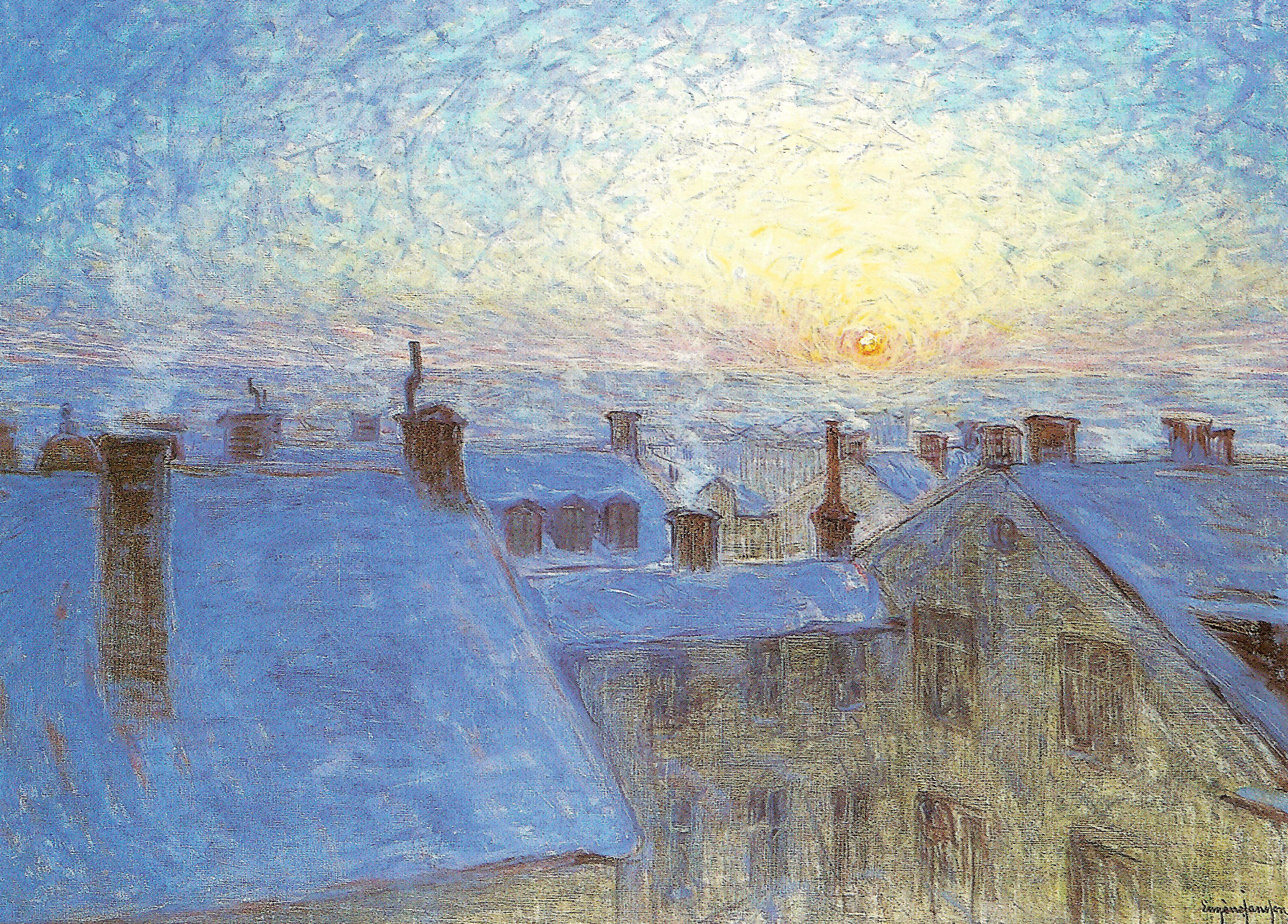
Ріхард Берг — завершення сеансу (1884 р.)

З середини XIX століття, і кілька десятиліть по тому, в шведських картинах переважають сцени природи. Головним представником є Маркус Ларссон. Художники, які вказували на щось нове були Егрон Лундгрен і Карла Фредріка Хілла. Хілл став одним з провідних шведських ландшафтно-художників, що відображало їх індивідуальність, а через нього — шведську ментальність (любов до екології, живої й чистої природи). Егрон Лундберг розвивав акварельне мистецтво, він багато подорожував у Європі й Азії, і писав свої картини. Історія картин відображає широкий період. Серед яких — художники такі, як Карл Густаф Гелльквіст та Седерстрем. Інший художник був Август Мальмстрем, який створив історичні та романтичні роботи про природу, і проілюстрував багато казок (шведський фольклор).

### Романтизм і натуралізм
Міжнародну славу принесли шведські твори мистецтва, що тяжіли до творів XIX століття. Найкращим художником з них є маляр, скульптор, гравер Андерс Цорн. Цорн був дуже талановитим художником, писав вільним стилем, де кожен мазок пензля і має значення для цілої картини. Андерс Цорн писав пейзажі і людей з натури. Цорн також зображував селянське життя в своїй рідній провінції Даларна. Жінка даного художника Амалія Ліндегрен також писала сцени про шведських селян і народ Швеції в цілому. Цорн вважається одним з провідних живописців у Європі кінця XIX століття, котрий зробив багато портретів сучасних знаменитостей. Деякі відомі роботи «Німфа любові» (1883 р.), «Прем'єра» (1888 р.), «Річній танок „Мідсуммер“» (1897 р.), «президент Гровер Клівленд» (1899 р.) і «Купання пагорбів» (1906 р.). Цорн представлений в Парижі (англ. Musée d'Orsay), і в Білому домі в Сполучених Штатах.
Інша гучне ім'я цього покоління є Карл Ларссон. Ларссон, як і Цорн, з'явився з Даларни і є одним із найулюбленіших шведських художників. Ларссон творив переважно аквареллю, він зображував повсякденне життя: часто зображував свою сім'ю і свій будинок в Сундборні. Його стиль легкий і характеризується вмілою взаємодією поверхонь і ліній. Ларссон створив фрески і настінний розпис, як наприклад «швед. Midvinterblot» і ряд інших фресок у Національному музеї Швеції. Ларссон став дуже відомим у Німеччині у зв'язку з мистецтвом публікації книги там. Інший художник, який домігся великої популярності Бруно Лільефорс з дуже точними картинами природи, тварин у русі. Два художники з великими стилістичними можливостями були Ежен Янссон і Ернст Юсефсон. Картини Янссона були натхненні Ван Гогом: прості геометричні форми, Стокгольмська земля і потужні чоловічі фігури. У Юсефсона різноманітні і відомі майстерні портрети написані маслом. Він став джерелом натхнення для подальшого розвитку модернізму. Такі картини писав також Річард Берг, а також Нільс Крюгер. Значний розвиток прийшов у 1885 р. разом із групою художників опонентів, які хотіли продовжувати шведську школу живопису. Кілька років по тому, в 1890-х роках, Берг і Крюгер заснували Дорсетську школу разом з Карлом Нордстремом. Вони виступили проти реалістичного стилю, малювання ландшафту і були натхненні Полєм Гогеном. Особливо Нордстрем був натхненний французькими імпресіоністами. Близький друг Нордстрема був універсальний геній Август Стріндберг. Навіть Стріндберг був важливим шведським художником того періоду. Ми також можемо спостерігати зростання числа шведських малярів серед жінок-художниць, таких як Єва Боннер і Ханна Паулі, які, серед інших, черпали натхнення з творів Рембрандта.

### Модернізм і експресіонізм

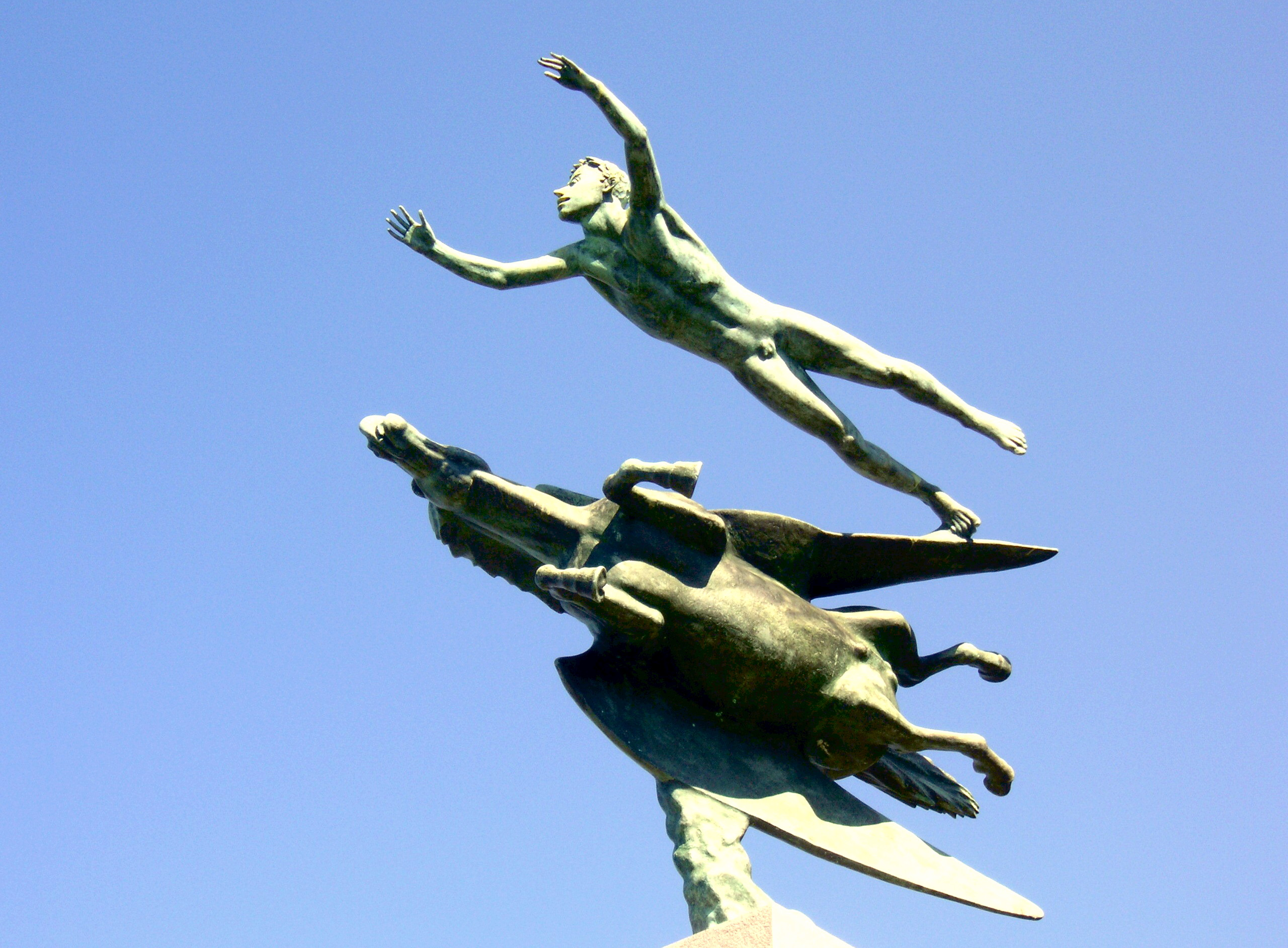
Карл Міллєс — статуя Пегаса (2008 р.)

Модернізм почав входити до шведського мистецтва від Акселя Торнемана, а потім через групу молодих художників-чоловіків (1909 р.), в основному з «Ліги школи художників». Більш абстрактні форми були представлені Хілмом Клінтом, Нільсом фон Дарделєм і Гестом Адріаном Нільссоном.
- У середині 1920-х років, і кілька десятиліть після, обидва були характерні — це сюрреалізм та «Хальмстадська група» (експресіонізм), які були в «Гетеборзькій школі» реалістів, Свен Ерікссон і Брор Хьорт. І строгий формалізм, абстрактний мінімалізм присутній у таких художників, як Олле Вертлінг[4]. Скульптори даного періоду представлені такими, як Карл Елдь і Карл Міллєс. Обидва мали великий вплив, і останній найвідоміший шведський скульптор всіх часів.
- Після Другої світової війни шведське мистецтво мало творче піднесення і безліч художників зарекомендували себе в цьому бумі. Нова демократична ідея у 1947 р., що мистецтво створене для всіх, викликала народний рух сприяння мистецтву і в той же період також почали утворюватися різні організації мистецтв по всій Швеції.
- У 1950-х рр. з'явилися експресіоністи, як Торстен Ренквіст і більш неформальні художники Руне Янссон і Едді Фігге[4].
- На початку 1960-х років, були активними шведські художники-графіки такі, як Філіп фон Шанц і Нільс Г. Стенквіст[4].